# Akiak
Akiak (Akiaq in Central Yup'ik) è un comune dell'Alaska. La popolazione era di 346 abitanti al censimento del 2010.

## Geografia e clima
Akiak si trova a 60° 54'36''N 161° 13'6''W, sulla riva occidentale del fiume Kuskokwim, 68 km a nord est di Bethel.
Secondo l'US Census Bureau, la città ha un'area totale di 8.1 chilometri quadrati, di cui 5.4 chilometri quadrati sono terra e 2.6 chilometri quadrati è acqua. In questa area le precipitazioni piovose medie sono di 410 mm, con nevicate di 1.300 millimetri. Le temperature estive variano da 6 °C a 17 °C. Le temperature invernali variano da -19 °C a -7 °C.

## Storia e cultura
Nel 1880, il villaggio di "Ackiagmute" aveva una popolazione di 175 abitanti. Il nome Akiak significa "dall'altra parte", dato che questo luogo è stato un passaggio nel bacino del fiume Yukon durante l'inverno per gli eschimesi Yup'ik. L'ospedale US Public Health Service è stato costruito nel 1920. La città è stata costituita nel 1970.
Akiak è un villaggio eschimese Yup'ik con una dipendenza delle attività di sussistenza e di pesca. La vendita o l'importazione di alcol è vietato nel paese.

## Società

### Evoluzione demografica
A partire dal censimento del 2000, c'erano 309 persone, 69 abitazioni e 54 famiglie che risiedevano nella città. La densità di popolazione era di 60.6 persone per chilometro quadrato. La popolazione era composta dal 4.85% bianchi, 92.88% nativi americani, 0.65% ispanici o latini.
Il reddito mediano per una abitazione in città era di $26.250 mentre per una famiglia di $36.875. Il reddito pro capite della città era di $8.326. Circa il 25% delle famiglie e il 33.9% della popolazione erano sotto la linea di povertà.

## Servizi pubblici
Un nuovo pozzo e un nuovo impianto di trattamento delle acque sono stati recentemente completati. La scuola e la clinica sono collegate direttamente all'impianto dell'acqua. I pozzi individuali, i sistemi settici e idraulici sono stati installati in 14 case nel corso del 1997. Lo smaltimento delle acque reflue è attualmente costituito da fosse settiche, secchi di miele o latrine, ma sono in corso importanti miglioramenti. Un sistema fognario e idraulico in filodiffusione è in costruzione. 67 case hanno bisogno del servizio idrico e fognario. L'elettricità è fornita dalla City of Akiak. Nella comunità si trova una scuola, frequentata da 99 studenti.

## Economia e trasporti
La maggior parte dei posti di lavoro in Akiak sono le scuole e altri servizi pubblici. Anche la pesca commerciale fornisce un reddito stagionale. 27 residenti sono in possesso di permessi per la pesca commerciale. La comunità è interessata a sviluppare un impianto di lavorazione del pesce e del turismo. Le attività di sussistenza sono importanti per i residenti.
L'aeroporto ha una pista sterrata in buone condizioni, che misura 974 m di lunghezza e 23 m di larghezza. Il servizio di volo è offerto dalla Arctic Circle Air Service, Grant Aviation e Hageland Aviation. Le macchine da neve e i fuoristrada sono ampiamente utilizzari per il trasporto locale nei villaggi vicini. Non ci sono strutture di attracco per le navi.